# Bel Air (comté d'Allegany, Maryland)
Pour les articles homonymes, voir Bel Air.
Bel Air est une census-designated place située dans le comté d'Allegany, dans l’État du Maryland, aux États-Unis. Lors du recensement de 2020, elle comptait 1 689 habitants.